# Этикет в Европе
Этикет в Европе — это нормы и правила поведения, принятые в Европе. Европейский этикет не является общепринятым для всего региона, и в каждый европейской стране или провинции существуют свои историко-культурные нормы в этикете. Также этикет в Европе может разниться и по языковому принципу, например, как в Швейцарии, где проживают 4 основные языковые группы людей: германошвейцарцы, франкошвейцарцы, италошвейцарцы и ретороманцы, в языках которых исторически существуют свои формы вежливости и обращения.
Несмотря на эту неоднородность, существует много норм и правил этикета, которые распространены по всей Европе, а также особенностей, которые являются общими для всего региона. Римская империя исторически является источником европейской культуры: монаршие семьи, в которых, как правило, супруги были представителями разных королевских домов, а также знать, явились в истории Европы наиболее эффективным способом распространения духовно-культурных ценностей, ставшими общепринятыми для всей этой части Света. Ярким примером может послужить французская знать в Версале, которая окончательно сформировала общепринятый европейский этикет.

## Язык и формы обращения
В Европе не принято отправлять анонимное письмо или письмо, подписанное кем-то, но не автором.
Многие языки имеют разные местоимения, которые обозначают формальность или знакомство при обращении. Это также применимо к общим фразам, например, «Как дела?» Использование неуместных форм может быть расценено как уничижение, оскорбление и даже агрессия. И наоборот, использование официальных форм обращения по отношению к близким или друзьям может быть расценено как невежливость, снобизм и отчуждённость.
Вежливость может выражаться в разных языках и областях по-разному. Например, обращение к человеку с почётом или титулом может быть нормой в одном языке, но чересчур формальным в другом.
В большинстве уголков Европы обращение к кому-либо по имени означает определённую дружбу между людьми. При общении с незнакомцами использование фамилии или официальной формы обращения является нормой, обычно до тех пор, пока люди не согласятся перейти на более неформальную форму обращения. Но это не применительно среди молодёжи, участников спецгрупп (например, студентов).

## Цветы

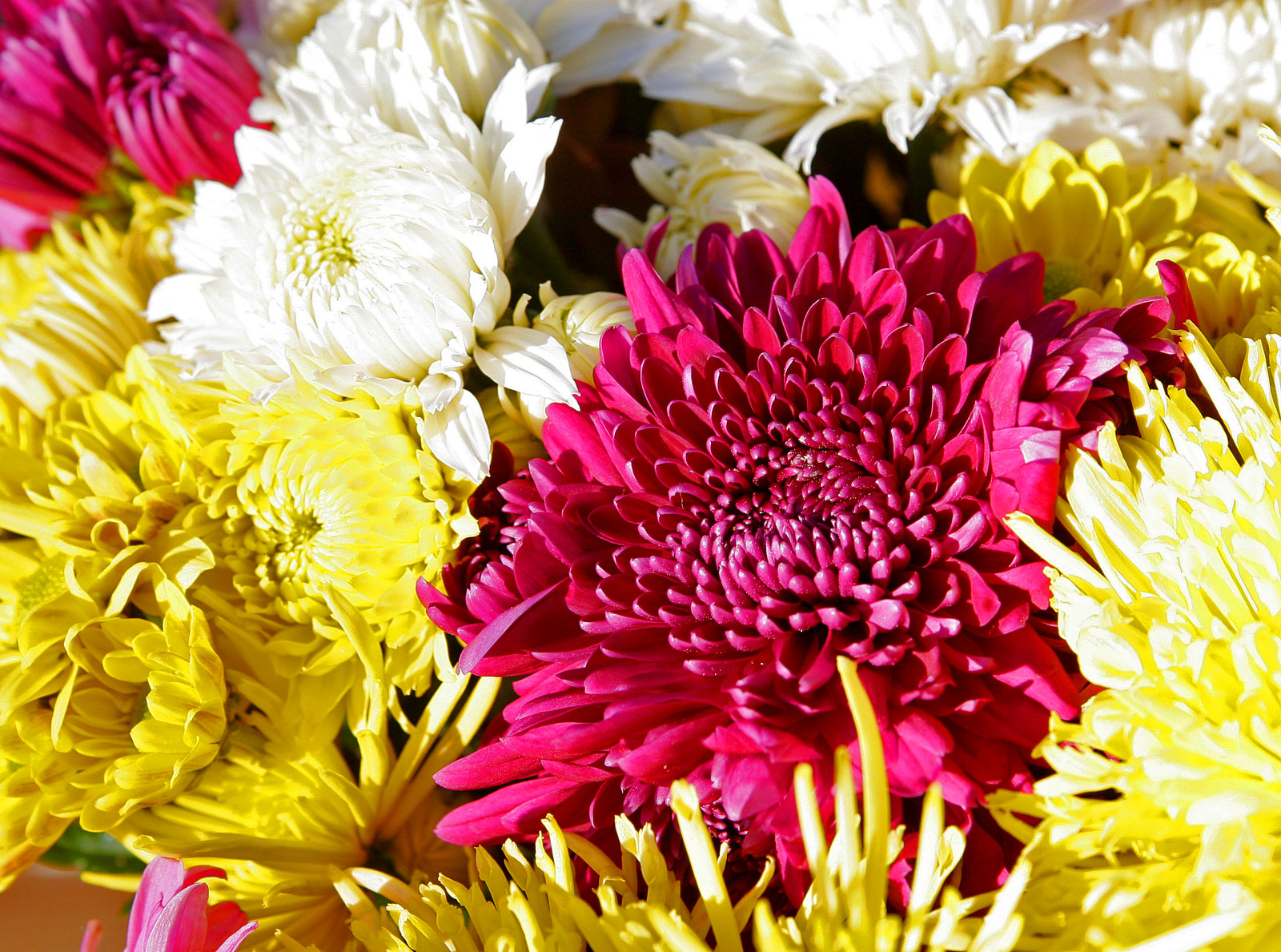
Хризантемы уместны только для похорон в некоторых европейских странах.

В некоторых странах определённые цветы, такие как хризантемы, вручают только на похоронах. Во Франции красные розы дарят, когда кто-то влюблён. В Финляндии действует подобное правило, но красные розы также могут дарить выпускники, когда оканчивают школу и те, кто собирается поступать в университет.  На Украине не принято дарить жёлтые цветы на свадьбу, так как они могут означать неверность жениха и невесты.
В Викторианской Англии был разработан язык цветов.

## Шляпы и пальто
В Европе считается неуместным ношение шляп и других головных уборов в помещении, особенно, в церквях, школах, дома и других высоко значимых общественных местах. Однако, в католических и православных церквях для женщин данное правило не действует, наоборот, всячески обязывают их покрывать свои головы, например, платками.
Ношение пальто, ботинок и других предметов верхней одежды внутри какого-либо дома считается неуместным и возмутительным. Сидеть за обеденным столом во время трапезы в верхней одежде и шляпе расценивается как невоспитанность и дурной тон. Также принято снимать шляпу при выражении почтения человеку. Снятие шляпы — это также форма приветствия, которая уходит своими корнями в Средневековье, когда рыцари снимали свои шлемы при встрече со своим королём, если не сделать этого, то это воспринималось как недоверие и враждебность.

## Обувь
В некоторых европейских странах допускается ношение обуви в помещении, но в таких, как Австрия, Босния и Герцеговина, Болгария, Чехия, Хорватия, Дания, Эстония, Финляндия, Германия, Грузия, Венгрия, Исландия, Латвия, Норвегия, Польша, Румыния, Казахстан, Сербия, Словакия, Швеция, и Словения это не принято и может быть воспринято как невоспитанность. В Великобритании это почти типично во всех случаях, связанных с детьми во время формальных церемоний, где подобное считается некоторым исключением. Взрослые, которые приходят в гости, могут не снимать обувь, но если только разрешил хозяин дома. Снятие обуви может рассматриваться как частичный отказ от формальности, которая неуместна для всех случаев. Обычно снятие обуви перед вхождением в дом во всём мире считается обычным делом, если она грязная и мокрая.

## Деньги
Разговоры и вопросы о благосостоянии человека, его имуществе или успехе в бизнесе считается вульгарным. Люди редко будут говорить как много они зарабатывают или имеют в банке и никогда не будут требовать такой информации от других где-либо. Невежливым считается спрашивать коллегу о его зарплате, а в некоторых местах подобное и вовсе запрещено. Даже если информация о зарплате какого-нибудь госслужащего находится в открытом доступе или опубликована на сайте, всё равно считается крайне неуместным задавать вопрос: «Сколько Вы зарабатываете?»

## Транспорт
При использовании эскалатора в Нидерландах, Франции, Испании, России и Великобритании люди встают по правую сторону для того, чтобы по левой можно было пройти. Безусловно, подобное правило неприменимо для узких эскалаторов. В странах, где это правило не имеет широкой известности, устанавливаются знаки, например, в Германии: «rechts stehen, links gehen» («стойте на правой, проходите по левой»). Во всех европейских странах, кроме Великобритании, Ирландии, Мальты и Кипра, автомобили и общественный транспорт ездят по правой стороне дороги (в стародавние времена представители знати держали свой меч в правой руке, так, чтобы пешеходы и всадники, двигающиеся им навстречу, могли пройти по левой стороне).

## Порядок очереди
В Великобритании и Ирландии люди выстраиваются в прямолинейную очередь. Считается грубым попытки сломать её или пройти вперёд, чтобы задать вопрос, который может быть отклонён. Если человек оставил своё место в очереди, то чтобы снова вернуться в неё, ему необходимо заново занимать очередь. Также вызывает неодобрение, если кто-то занимает места и для своих друзей.

## Обнажение
В Европе считается непристойным обнажать половые органы и анус. В случае с женщинами считается неприемлемым обнажение груди, особенно сосков, но не во всех странах оголение груди расценивается как правонарушение — всё зависит от местных законов страны. Также в некоторых европейских странах кормление грудью младенцев в общественном месте считается неприличным. В Европе считается серьёзным оскорблением демонстрация кому-либо голых ягодиц. Однако публичная нагота может быть разрешена в некоторых случаях, в зависимости от страны. На нудистских пляжах и в раздевалках бассейнов нахождение в одежде считается неприличным и необходимо находиться раздетым. В саунах степень наготы зависит от правил определённой страны. Кто-то может прийти в сауну голым, а кто-то с полотенцем. В большинстве саун посетители могут на время, за плату, брать с собой полотенца. Также в саунах носят сланцы. 

## Трапеза
Правила за столом в Европе зависят от региона и социального контекста. Считается недопустимым класть локти на стол, а также говорить с набитым ртом. Вилку принято, в большинстве случаев, держать в левой руке, а нож в правой, используя его для того, чтобы нарезать пищу мелкими кусочками.

## Демонстрация процессов, связанных с жизнедеятельностью человеческого организма
Публичная демонстрация изжоги, отрыжки, мочеиспускания, испражнения, ковыряния в носу, чиханья, рыгания считается вульгарным и отвратительным. Считается невежливым не прикрывать рот или нос во время зевоты, чиханья и кашля, особенно, за столом. Разговор с набитым ртом считается вульгарным.
Плеваться на улице считается неприемлемым, а в некоторых странах, таких как Великобритания это считается правонарушением, но за которое редко наказывают.